# 기단 (건축)

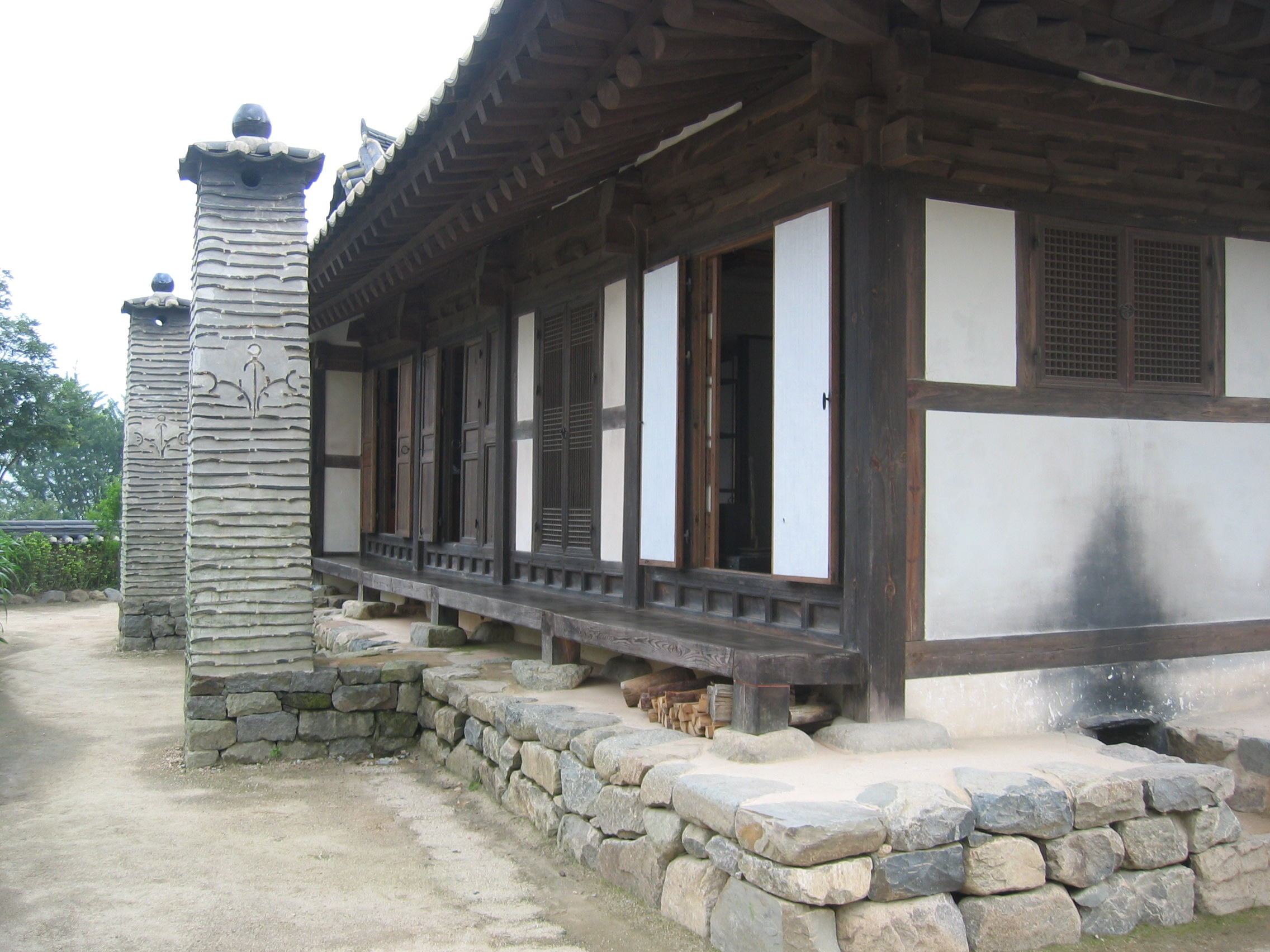
석축기단

기단(基壇)은 집터를 잡고, 터를 반듯하게 다듬은 다음에 터보다 한층 높게 쌓은 단이다. 이 문서는 한국의 건축 양식을 다룬다.

## 목적
기단을 만드는 주요 목적은 다음과 같다.
- 개개의 초석으로부터 전달되는 건물의 하중을 받아 지반에 골고루 전달하기 위함
- 빗물과 지하수 등으로부터 건물을 보호하기 위함
- 건물을 집터보다 높게 보이게 하여 건물에 장중함과 위엄 등을 주기 위함

## 역사
삼국시대부터 뚜렷하게 축조되어 온 기단은 조선 시대에 이르기까지 한국의 건축에서 가장 기본적인 구성요소 중 하나가 되었다.

## 종류
쌓는 재료에 따라, 흙으로 쌓은 토단(土壇), 벽돌로 쌓은 전축기단(塼築基壇), 돌로 쌓은 석축기단(石築基壇), 벽돌과 돌을 섞어 쌓은 석전병용기단(石塼倂用基壇) 등으로 구분된다. 토축기단은 주로 농가에서 축조되었으며, 석축기단이 가장 널리 축조되었다.
기단을 쌓은 단의 숫자에 따라, 크게는 한 층으로 된 단층기단과 두 층 이상으로 된 다층기단으로 나뉘는데, 주택·사찰·궁궐 등 대부분의 건물들은 단층기단으로, 궐의 정전(正殿)들은 다층기단으로 되어 있다. 근정전·인정전·명정전은 건물 바닥보다 넓은 두 층의 단을 쌓고, 다음 건물바닥 주위로 또 하나의 단을 쌓아 건물을 세운다. 여기서, 아래 두 단을 특별히 월대(月臺)라고 부르며, 근정전은 이 월대에 석조난간을 두른 형태이다.